# Valeyrac
Valeyrac – miejscowość i gmina we Francji, w regionie Nowa Akwitania, w departamencie Żyronda.
Według danych na rok 1990 gminę zamieszkiwały 392 osoby, a gęstość zaludnienia wynosiła 29 osób/km² (wśród 2290 gmin Akwitanii Valeyrac plasuje się na 799. miejscu pod względem liczby ludności, natomiast pod względem powierzchni na miejscu 850.).